# Buran
|  | Per a altres significats, vegeu «Transbordador espacial Buran». |

Buran —àrab: بوران, Būrān— (desembre del 807 - setembre del 884) fou esposa del califa abbàssida al-Mamun i filla del visir al-Hàssan ibn Sahl. Segons algunes fonts Buran era només un malnom i el seu nom verdader era Khadija. Es va casar amb el califa als 18 anys i les festes de l'enllaç, extraordinàriament fastuoses, es van celebrar el desembre del 825/gener del 826, a Fam al-Sihl prop de Wasit, a les propietats del pare. Va morir quan tenia prop de 80 anys al palau de Jàfar el Barmàquida, després conegut com a Kasr al-Hasani, palau cedit pel seu pare i que a la seva mort va passar al califa.